# Karl Schubarth-Engelschall
Karl Schubarth-Engelschall (* 25. September 1934 in Chemnitz) ist ein ehemaliger deutscher Ethnologe, Arabist und Bibliothekar. Er war an der Deutschen Staatsbibliothek in Ost-Berlin als Direktor der Abteilung Asien/Afrika tätig.

## Leben
Schubarth-Engelschall wuchs in Sachsen auf, insbesondere Leipzig, wo er Ethnologie, Prähistorie, Anthropologie, Volkskunde, Arabistik und Hebraistik studierte. Nach Erlangen des Diploms 1956 begann er als Referendar für die Deutschen Staatsbibliothek in Ost-Berlin zu arbeiten. 1957 wurde er wissenschaftlicher Bibliothekar in der dortigen Orientabteilung (Abteilung Asien/Afrika). Bereits 1961 wurde Schubarth-Engelschall kommissarischer und 1965 regulärer Leiter dieser Abteilung, da ein Nachfolger für Guido Auster gesucht wurde, der nach Errichtung der Mauer in West-Berlin geblieben war. 1965 promovierte Schubarth-Engelschall in Leipzig über Arabische Berichte muslimischer Reisender und Geographen des Mittelalters über die Völker der Sahara. Zu seinen Hauptaufgaben gehörte der Neuaufbau der Orientabteilung, da nach der kriegsbedingten Teilung der Bibliothek rund 75 % der Bestände nach Marburg und später Westberlin abgegangen waren. 1973 wurde Schubarth-Engelschall die Verdienstmedaille der DDR verliehen. Mit Erreichen der Altersgrenze schied er 1999 kurz nach seinem 65. Geburtstag aus dem aktiven Dienst der Staatsbibliothek aus.
Schubarth-Engelschall war außerdem Herausgeber bzw. Mitherausgeber verschiedener Publikationen der Staatsbibliothek. Die Reiseaufzeichnungen von Leo Africanus aus dem 16. Jahrhundert gab er in der Reihe Klassische Reisen in einer (unvollständigen) Volksausgabe heraus, ein Werk, worin der aus Fès stammende italianisierte Maure und christlich getaufte Autor seine Reisen in Nordafrika, am Niger, in Guinea, bei den Mandingo und Haussa sowie nach dem Tschadsee und Ägypten beschreibt.
Schubarth-Engelschall gilt als einer der besten deutschsprachigen Kenner der islamischen Afrikaforschung.

## Publikationen (Auswahl)
- Arabische Berichte muslimischer Reisender und Geographen des Mittelalters über die Völker der Sahara. Abhandlungen und Berichte des Staatlichen Museums für Völkerkunde Dresden, Band 27. Berlin: Akademie-Verlag, 1967
- Johann Leo Africanus; Karl Schubarth-Engelschall (Hrsg.): Beschreibung Afrikas. Leipzig 1984 (unvollständige Volksausgabe)
- Die Bibliothek und Du. Eine Einführung in die Benutzung der Bibliotheken und ihrer Literatur. VEB Bibliographisches Institut, Leipzig, 1972
- 50 Jahre Orientalische Abteilung / Deutsche Staatsbibliothek : 1919–1969. Hrsg. von Karl Schubarth-Engelschall. Leipzig: Bibliographisches Institut 1969